# Drakensang Online
Drakensang Online je fantasy MMORPG hra od německých vývojářů Bigpoint. Drakensang Online je free to play. Hra vyšla v roce 2011.

## Princip hry
Na začátku hry si každý hráč vytvoří postavu, za kterou bude hrát, při čemž si vybírá ze čtyř různých tříd (Rytíř řádu draka, Ranger, Čaroděj kruhu, Paromechanikus - (Dwarf) ). Po vybrání třídy a dokončení tutoriálu se hráč pohybuje ve volném světě zvaném Dracania, ve kterém může plnit úkoly (questy), procházet dungeony nebo jen zabíjet monstra, mini bosse a bosse. Všechny tyto věci může hráč dělat sám, nebo s ostatními hráči. Ve hře je chat a hráči si tak mohou psát, organizovat do skupin a gild, tedy větších skupin čítajících až padesát členů. Po přepnutí do PvP režimu se hráči zpřístupní možnost bojovat proti ostatním hráčům v otevřeném světě, kde v boji neplatí žádná pravidla. Ve hře jsou také 4 speciální PvP arény - Duel (1v1), Skupina proti skupině (5v5), Dobývání vlajky (5v5) a Boj o pevnost (6v6) a při eventu s názvem Helionské hry se zpřístupní také mód FFA.

## Eventy
Ve hře je velké množství eventů a hráč jejich plněním tak může získat jedinečné předměty, které jinde nesežene. Eventy se konají při různých příležitostech, v různých časových období, jako jsou Vánoce, Velikonoce, Halloween, Úplněk, Nov, či oslava výročí hry, nebo náhodně. Plněním eventů hráč získává také další herní měnu, tj. Drakeny, v každé eventové liště, je více a více drakenů a různé kosmetické doplňky, které by jinak mohl sehnat jen za Temné mince - prémiovou herní měnu.

## Třídy
- Rytíři řádu draka - válečníci. Jako zbraň používají meč, palici, sekeru atd. Rytíř řádu Draka je jediná postava ve hře, která slouží primárně k boji nablízko. Od toho se odvíjí velké množství bodů života.
- Rangerové - lukostřelci. Jako hlavní zbraň používají luk, který je účinný jak pro boj z dálky, tak pro boj z blízka. Je to nejuniverzálnější třída, která nedosahuje ani útoku čaroděje ani životů rytíře.
- Čarodějové kruhu - kouzelníci. Využívají základní elementy jako je led, oheň, blesk nebo jed. Nejsilnější jsou proti velkým skupinám nepřátel a jejich nevýhodou je menší množství životů.
- Paromechanikové - trpaslíci. Třída je určena pro boj na střední vzdálenost. K boji využívají svých ručně vyrobených zbraní. Jejich hlavní výhoda je rychlost, taktické rozmisťování palebných věží a děl. Stejně jako mágové mají méně bodů života.

## Úkoly
- Úkolů je ve hře opravdu dost, hráči mají na výběr z více druhů úkolů.
- Hlavní úkolová linie, je značena žlutou barvou. Pokud tedy nechcete plnit úkoly vedlejší a jde vám o hlavní příběh, můžete se držet jen žlutých vykřičníků.
- Vedlejší úkoly jsou značeny oranžovou barvou, pokud vám jde čistě o hlavní úkoly, je třeba se držet již výše zmiňované žluté barvy.
- PvP úkoly jsou značeny červeně.
- Eventové úkoly jsou značeny tyrkysovou barvou. (většina eventových úkolů se během akce nachází v Hlavním herním městě Kingshill)
- Úkoly pro otevírání receptů, na práci v ponku jsou značeny zeleně.